# Леонтєвське (Тверська область)
Леонтєвське (рос. Леонтьевское) — присілок в Калязінському районі Тверської області Російської Федерації.
Населення становить 566 осіб. Входить до складу муніципального утворення Семендяєвське сільське поселення.

## Історія
Від 2005 року входило до складу муніципального утворення Семендяєвське сільське поселення.

## Населення
| 1859 | 2002 | 2010 |
| ---- | ---- | ---- |
| 61   | ↗461 | ↗566 |